# Erica Leerhsen
Erica Lei Leerhsen (Nova Iorque, 14 de fevereiro de 1976) é uma atriz norte-americana. Ela é mais conhecida por seus papéis principais em filmes de terror como Book of Shadows: Blair Witch 2, The Texas Chainsaw Massacre e Wrong Turn 2.

## Primeiros anos de vida
Leerhsen nasceu em Nova Iorque, e foi criada em Ossining, Condado de Westchester, Nova Iorque, junto com suas duas irmãs mais novas, Debbie e Nora e com seu pai Charles Leerhsen, um editor de longa data de publicação de celebridades da Us Weekly. Ela frequentou as escolas St. Augustine's School e Ossining High School e se graduou pela Boston University College of Fine Arts em 1998. Ganhou o Bachelor of Fine Arts no mesmo ano.

## Carreira

### Carreira progressiva, 2000-2002
Leerhsen fez sua estreia no cinema no curta-metragem Junior Creative (2000), como Sarah. O filme recebeu várias críticas positivas. Ela apareceu no Book of Shadows: Blair Witch 2, embora ela fez o teste para o papel que acabou indo para Kim Director. O filme estreou em segundo lugar com US$13,000,000 nos Estados Unidos, e terminou com US$26,421,314 no geral, internacionalmente o filme arrecadou US$47,737,094. Ela também foi votada e ficou em 96.ª colocação em 2001 pela Maxmen.
Em 2001, Leerhsen apareceu em um episódio da terceira temporada de The Sopranos, onde interpretou uma instrutora de tênis lésbica que se apaixona pela personagem da atriz Drea de Matteo. Nesse mesmo ano, ela fazia parte do elenco da série de televisão The Guardian, ela interpretou Amanda Bowles, uma ambiciosa, que deixa a série pelo meio da primeira temporada. Ela desempenhou um papel de apoio no final do filme Hollywood Ending de Woody Allen. O filme recebeu críticas mista e nas bilheterias arrecadando US$14,569,744. Foi exibido fora da competição do Festival de Cannes de 2002.

### Reconhecimento, 2003-2007

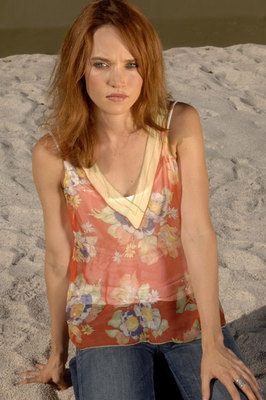
Erica Leerhsen em 2005.

Leerhsen foi homenageado com o título "Arrow in the Head's Mistress of the Year 2003". Ela estrelou ao lado de Jessica Biel o remake do filme de terror The Texas Chainsaw Massacre. Durante seu teste para o filme, seus gritos eram tão altos que as pessoas em outros andares do prédio chamaram a polícia para relatar que uma jovem estava sendo atacada. O filme recebeu críticas mistas e foi um sucesso de bilheteria, marcando o número um local na sua semana de abertura e passar a ganhar mais de US$ 80 milhões no EUA.
Ela participou de um episódio da série Alias. Ela apareceu em Anything Else de Woody Allen, no elenco do filme tinha também Jason Biggs, Christina Ricci, Stockard Channing, Danny DeVito, Jimmy Fallon, KaDee Strickland e Allen.
Leerhsen estrelou o filme independente The Warrior Class de 2004, onde interpretou Annie Sullivan. O filme teve seu lançamento direto em DVD no dia 6 de fevereiro de 2007. Leerhsen estrelou ao lado de Michael Pena o filme independente de comédia/drama, Little Athens. O filme foi lançado em 2005 no Festival Internacional de Cinema de Toronto, e em DVD no dia 21 de novembro de 2006. Ela teve uma aparição em Ghost Whisperer, e apareceu como Bronwin na comédia romântica Mozart and the Whale, que foi lançado nos cinemas limitados no dia 14 de abril de 2006. Nesse mesmo ano, interpretou Brenda Sanders no episódio "The Score" da série CSI: Miami.
Ela estrelou Wrong Turn 2 de 2007. O filme foi dirigido por Joe Lynch e co-estrelado por Crystal Lowe, Henry Rollins e Texas Battle. Foi lançado em DVD no dia 9 de outubro de 2007 nos Estados Unidos, foi sucesso comercial e recebeu uma resposta positiva por parte dos críticos.

### Trabalho recente, 2008-presente
Em 2008, esteve no telefilme Living Hell, onde ela interpretou Carrie Freeborn, especialista em materiais perigosos. O filme, escrito e dirigido por Richard Jefferies estreou no Syfy no dia 23 de fevereiro de 2008, e foi lançado em DVD sob o título Organizm em 10 de junho nos Estados Unidos.
Leerhsen estrelou o filme de horror independente Lonely Joe de 2009. A premissa do filme seguida de uma repórter da cidade de Nova Iorque chamada Michele, que retorna à sua cidade natal para investigar e descobrir o que realmente aconteceu, relacionado com o misterioso assassinato de seu irmão. Então, ela descobre corpos que remonta a mais de 50 anos, ela se encontra sentinda como se ela fizesse parte da história que ela está investigando. As filmagens começaram em 15 de outubro de 2007 e envolta a 6 de novembro de 2007.
Esteve no filme First Dates, e estrelou The Message, um filme de suspense sobrenatural sobre uma jovem que é forçado a entrar em acordo com as falhas de sua personalidade. Ela é visitada por um grupo de anjos que tentam orientá-la em um caminho longe dela, em um lado mais sombrio. Em 2010, ela conseguiu o papel principal no filme de terror The Butterfly Room, que é uma produção italiana/americana, produzido por Ethan Wiley e dirigido por Jonathan Zarantonello.
Em 2011, participou da série The Good Wife, no episódio "Getting Off".

## Vida pessoal
Leerhsen atualmente vive em Los Angeles. Ela casou com o ciclista Antony Galvan, em fevereiro de 2007, mas o casal se divorciou em 2008.
Em 29 de junho de 2012, ela se casou com David Wilson, na Califórnia.

## Filmografia

### Filmes
| Ano  | Título                         | Papel             | Notas           |
| ---- | ------------------------------ | ----------------- | --------------- |
| 2000 | Junior Creative                | Sarah             | Curta-metragem  |
| 2000 | Book of Shadows: Blair Witch 2 | Erica Geerson     |                 |
| 2002 | Hollywood Ending               | Atriz             |                 |
| 2003 | Anything Else                  | Connie            |                 |
| 2003 | The Texas Chainsaw Massacre    | Pepper Harrington |                 |
| 2005 | Little Athens                  | Heather           |                 |
| 2005 | Mozart and the Whale           | Bronwin           |                 |
| 2007 | The Warrior Class              | Annie Sullivan    | Direto para DVD |
| 2007 | Wrong Turn 2                   | Nina Pappas       | Direto para DVD |
| 2009 | Lonely Joe                     | Michele Connelly  |                 |
| 2010 | First Dates                    | Clara             | Direto para DVD |
| 2012 | The Butterfly Room             | Claudia           |                 |
| 2012 | The Message                    | Anna              |                 |
| 2012 | Phobia                         | Dr. Lesley Parker |                 |
| 2013 | Mischief Night                 | Kim               |                 |
| 2014 | Pacific Standard               | Carla             | Curta-metragem  |
| 2014 | Magic in the Moonlight         | Caroline          |                 |

### Televisão
| Ano  | Título             | Papel              | Notas                                   |
| ---- | ------------------ | ------------------ | --------------------------------------- |
| 2001 | The Sopranos       | Birgit Olafsdottir | Episódio: "Mr. Ruggerio's Neighborhood" |
| 2001 | The Guardian       | Amanda Bowles      | 22 episódios (2001–2002)                |
| 2003 | Alias              | Kaya               | Episódio: "Conscious"                   |
| 2005 | Ghost Whisperer    | Hope Paulson       | Episódio: "Hope and Mercy"              |
| 2006 | CSI: Miami         | Brenda Sanders     | Episódio: "The Score"                   |
| 2008 | Living Hell        | Carrie Freeborn    | Telefilme                               |
| 2011 | The Good Wife      | Dana Briglio       | Episódio: "Getting Off"                 |
| 2012 | Person of Interest | Amy                | Episódio: "Critical"                    |